# Asinawik
Asinawik (biał. Асінавік; ros. Осиновик, Osinowik) – wieś na Białorusi, w obwodzie witebskim, w rejonie dokszyckim, w sielsowiecie Biarozki. W 2009 roku liczyła 16 mieszkańców.